# Esmorzar valencià
L'esmorzar valencià o esmorzaret és un àpat que es fa a mig matí, entre les 10 i les 12, generalment a un establiment públic i típic a molts indrets del País Valencià.
El ritual de l'esmorzar valencià representa l'essència de la dieta mediterrània, amb productes vegetals de la terra on es poden trobar ingredients autòctons amb preparacions populars i tradicionals, i amb la recuperació d'antigues tècniques i receptes.

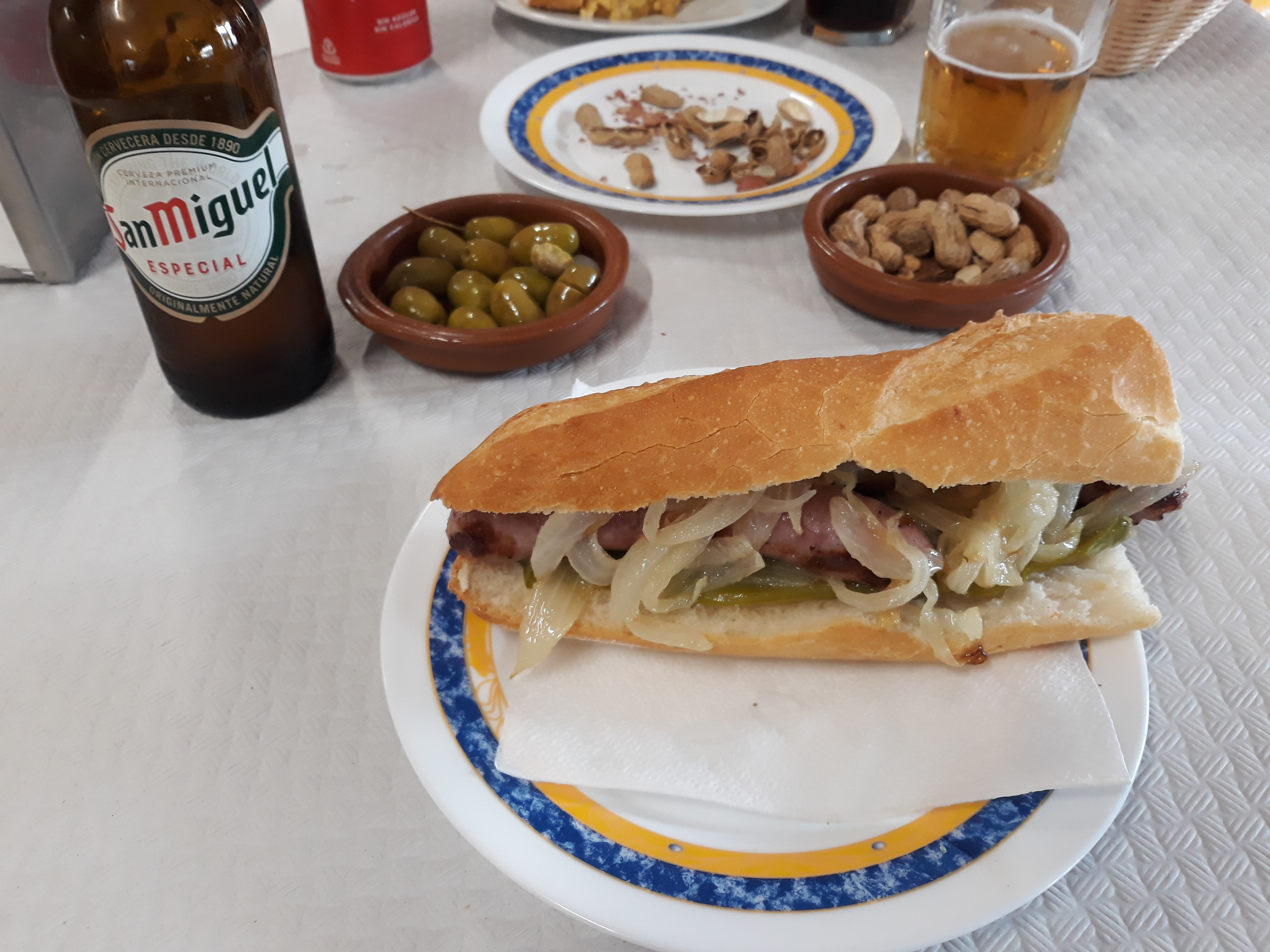
Esmorzar amb mig entrepà

L'esmorzar és un àpat abundós generalment a un mòdic preu, amb diversitat d'entrepans ben farcits de mescla, són típics els entrepans xivito, brascada, blanc i negre, truita de faves o de creïlla, amb carn, formatge, embotit, verdures fregides, Almussafes, etc. tot acompanyat d'olives, cacaus del collaret, envinagrats, pebrots, cebes en salmorra i tramussos, i per beure, vi, cervesa, llimonada, i per al café sol demanar-se: tallat, café tocat d'anís o el més comú dels cafés valencians: el carajillo cremat, rebentat o cremaet.

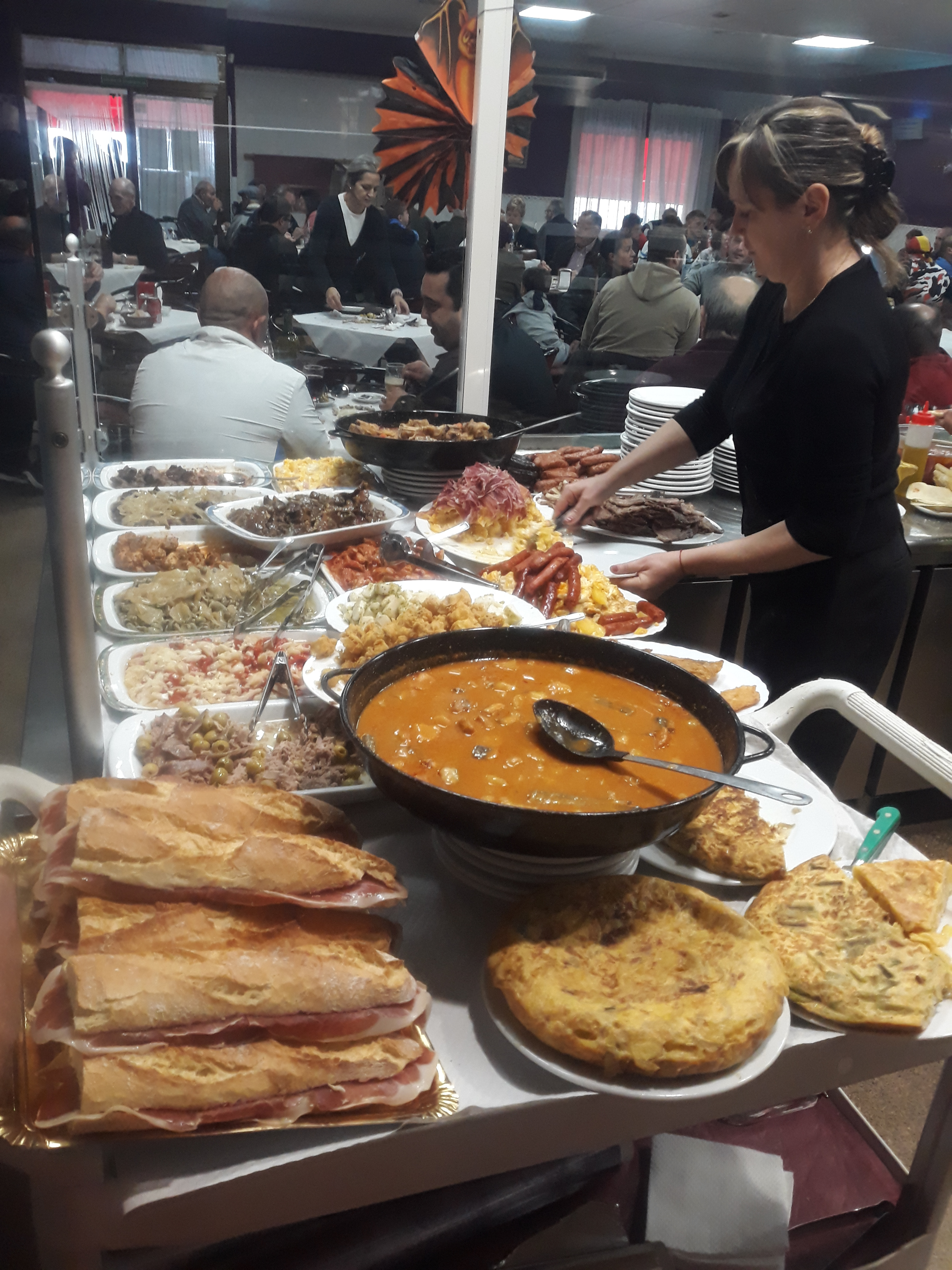
Oferta de productes per a esmorzar

També és molt comú entre els ciclistes valencians, en les eixides de cap de setmana, fer una parada i esmorzar. En alguns bars, tenen també l'anomenat esmorzar ciclista, a base de truita de pernil i formatge, amanida, beguda i café, ja siga emplatat o en entrepà, tot elaborat amb productes de tota la vida.

## Premis Cacau d'Or

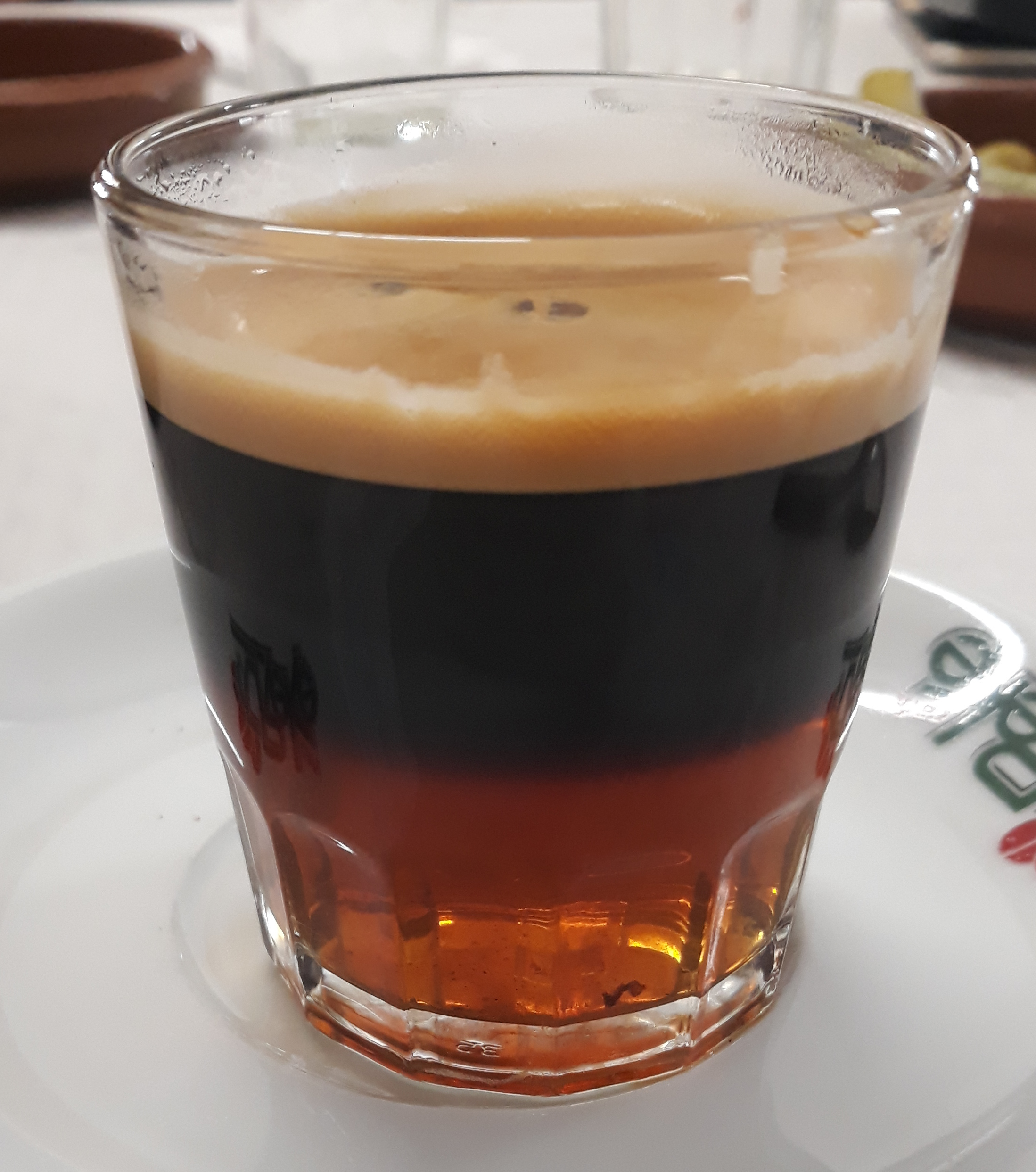
Cremaet.

L'any 2015 es van crear els guardons Cacau d'Or per posar en valor la cultura culinària de l'esmorzar, amb el patrocini de la cervesera valenciana Amstel i que reconeixen els millors locals valencians en els que servixen el tradicional esmorzaret. Estos guardons, que alguns anomenen les estreles Michelin dels esmorzars, servixen d'empenta al sector hostaler i valoren entre altres coses la generositat de les seues racions i l'àmplia oferta d'entrepans de qualitat.